# Corlu Mari

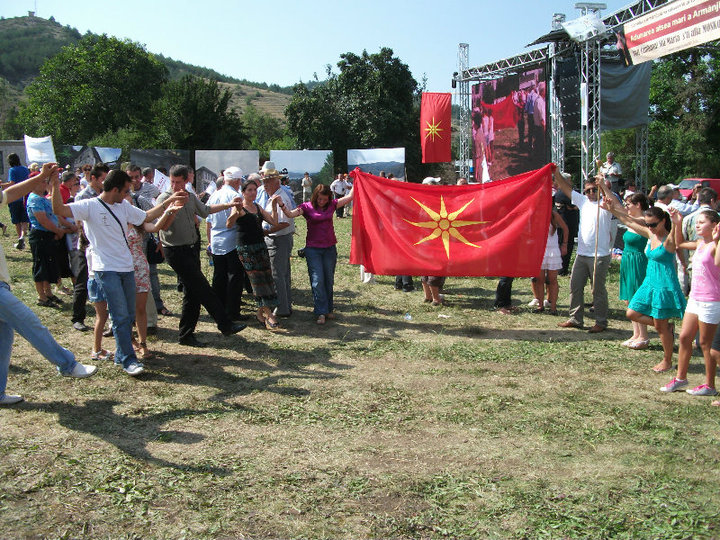
Taniec na festiwalu w Voskopojë (2010)

Corlu Mari, Corlu Mare (gr. Τρανός Χορός, pol. Wielki Taniec) – obrzęd zbiorowego tańca odprawiany w różnych sytuacjach i na różne okazje przez społeczność Arumunów, zwłaszcza w okolicy 15 sierpnia, któremu wówczas towarzyszą religijne obchody święta Zaśnięcia Bogurodzicy oraz wspólne biesiadowanie; jest praktykowany m.in. w Grecji, Bułgarii, Rumunii i Albanii.

## Kontekst
Katolickie święto Wniebowzięcia Najświętszej Maryi Panny, w prawosławiu występujące jako Święto Zaśnięcia Maryi Panny obchodzone rokrocznie 15 sierpnia to najważniejsze święto dla Arumunów. Corlu Mari jest obchodzone zawsze w sierpniu, 15 sierpnia lub tydzień bądź dwa tygodnie po tej dacie. Historycznie w Kleisourze święto obchodzono dwukrotnie: 15 sierpnia Corlu Mari tańczyli kupcy, a dzień później pasterze.

## Obchody
Święto w greckiej Samarinie rozciąga się na kilka dni, także przed 15 sierpnia. Biesiadowanie przy instrumentalnej regionalnej muzyce granej przez orkiestry zarówno na wolnym powietrzu jak i w tawernach przyciąga wiele ludzi, nie tylko z Grecji. Kulminacja następuje po nabożeństwie w cerkwi 15 sierpnia. Ludzie w tradycyjnych strojach w liczbie kilkudziesięciu ustawiają się w krąg na placyku przed cerkwią, trzymają się za ręce, do nich stopniowo dołączają inni, tworząc szersze koncentryczne kręgi. W Kleisourze w Grecji taniec inicjują najstarsi mężczyźni, do ich stopniowo dołączają się młodsze osoby (stary porządek tancerzy jest rzadko praktykowany poza Grecją). Uczestnicy dostojnie poruszają się, niczym w korowodzie, a jedna grupa intonuje śpiew na archaiczną melodię. Po pewnym czasie do kręgu dołącza orkiestra z wielkim bębnem i rozpoczyna się powolny rytmiczny taniec z muzyką.  Po zakończeniu tańca uczestnicy nadal biesiadują i zjadają pieczoną baraninę ze zwierząt poddanych ubojowi poprzedniego dnia.
Obchody Corlu Mari w bułgarskiej Dupnicy odbywają się na polanie w górach; wyglądają one podobnie do greckich, jednak mniej osób zna melodię oraz tekst pieśni, nie wszyscy biesiadujący dołączają się do tańca. Zachowania o charakterze rytualnym są jednak szczątkowe, pomimo zachowania podstawowych elementów, takich jak półokrąg, archaiczny arumuński śpiew, wspólne spożywanie potraw po tańcu.
W Stejaru (Eschibaba) w Rumunii święto jest obchodzone pod koniec sierpnia, Wielki Taniec ma charakter bardziej oficjalny i przyciąga ludzi ze świata polityki, nawet prezydenta Rumunii. Duże znaczenie ma w tym przypadku prezentacja własnej tradycyji dla osób spoza jej kręgu kulturowego. 
Taniec Corlu Mare od 2010 roku praktykowany jest 15 sierpnia w albańskim Moskopolu (Voskopojë). 